# Skate America 2012
Skate America 2012 – pierwsze w kolejności zawody łyżwiarstwa figurowego w cyklu Grand Prix 2012/2013. Zawody odbywały się od 19 do 21 października 2012 roku w hali ShoWare Center w Kent.
Wśród solistów triumfował Takahiko Kozuka, przed dwoma rodakami, Yuzuru Hanyū i Tatsuki Machida. Natomiast w rywalizacji solistek najlepsza okazała się Ashley Wagner. Jeśli chodzi o pary sportowe wygrali Rosjanie Tetiana Wołosożar i Maksim Trańkow. Tytuł sprzed roku w rywalizacji par tanecznych obronili Meryl Davis i Charlie White.

## Wyniki

### Soliści

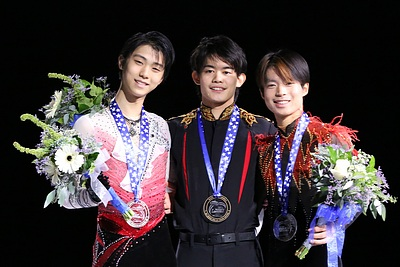
Medaliści w konkurencji solistów, od lewej: Yuzuru Hanyū (JPN), Takahiko Kozuka (JPN), Tatsuki Machida (JPN)

| Poz. | Zawodnik            | Nota łączna | SP | SP    | FS | FS     |
| ---- | ------------------- | ----------- | -- | ----- | -- | ------ |
| 1    | Takahiko Kozuka     | 251,44      | 2  | 85,32 | 1  | 166,12 |
| 2    | Yuzuru Hanyū        | 243,74      | 1  | 95,07 | 3  | 148,67 |
| 3    | Tatsuki Machida     | 229,95      | 4  | 75,78 | 2  | 154,17 |
| 4    | Konstantin Mieńszow | 212,53      | 5  | 73,32 | 5  | 139,21 |
| 5    | Jeremy Abbott       | 211,35      | 3  | 77,71 | 8  | 133,64 |
| 6    | Michal Březina      | 209,67      | 6  | 69,26 | 4  | 140,41 |
| 7    | Armin Mahbanoozadeh | 203,65      | 7  | 68,27 | 7  | 135,38 |
| 8    | Tomáš Verner        | 197,36      | 9  | 58,79 | 6  | 138,57 |
| 9    | Douglas Razzano     | 187,83      | 10 | 57,06 | 9  | 130,67 |
| 10   | Alexander Majorov   | 182,42      | 8  | 60,48 | 10 | 121,94 |

### Solistki

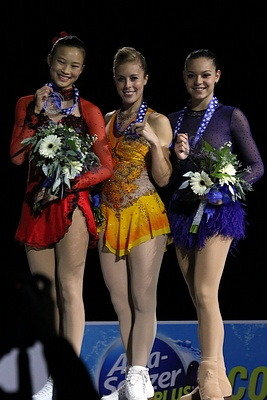
Medalistki w konkurencji solistek, od lewej: Christina Gao (USA), Ashley Wagner (USA), Adelina Sotnikowa (RUS)

| Poz. | Zawodniczka        | Nota łączna | SP | SP    | FS | FS     |
| ---- | ------------------ | ----------- | -- | ----- | -- | ------ |
| 1    | Ashley Wagner      | 188,77      | 1  | 60,61 | 1  | 127,76 |
| 2    | Christina Gao      | 174,25      | 3  | 56,63 | 2  | 117,62 |
| 3    | Adelina Sotnikowa  | 168,96      | 2  | 58,93 | 3  | 110,03 |
| 4    | Valentina Marchei  | 158,79      | 5  | 54,01 | 6  | 104,78 |
| 5    | Haruka Imai        | 157,72      | 7  | 49,90 | 4  | 107,82 |
| 6    | Maé-Bérénice Méité | 155,95      | 4  | 54,41 | 7  | 101,54 |
| 7    | Alona Leonowa      | 153,49      | 9  | 46,72 | 5  | 106,77 |
| 8    | Wiktoria Helgesson | 144,85      | 6  | 50,29 | 8  | 94,56  |
| 9    | Rachael Flatt      | 136,09      | 10 | 43,72 | 9  | 92,37  |
| 10   | Sarah Hecken       | 134,09      | 8  | 48,11 | 10 | 85,98  |

### Pary sportowe
| Poz. | Zawodnicy                                  | Nota łączna | SP | SP    | FS | FS     |
| ---- | ------------------------------------------ | ----------- | -- | ----- | -- | ------ |
| 1    | Tetiana Wołosożar / Maksim Trańkow         | 195,07      | 1  | 65,78 | 1  | 129,29 |
| 2    | Pang Qing / Tong Jian                      | 185,16      | 2  | 61,96 | 2  | 123,30 |
| 3    | Caydee Denney / John Coughlin              | 178,22      | 3  | 60,75 | 3  | 117,47 |
| 4    | Vanessa James / Morgan Ciprès              | 167,66      | 4  | 55,76 | 4  | 111,90 |
| 5    | Marissa Castelli / Simon Shnapir           | 164,19      | 5  | 55,67 | 5  | 108,52 |
| 6    | Gretchen Donlan / Andrew Speroff           | 131,26      | 7  | 40,54 | 6  | 90,72  |
| 7    | Daniele Montalbano / Jewgenij Krasnopolski | 119,02      | 6  | 40,66 | 7  | 78,36  |

### Pary taneczne
| Poz. | Zawodnicy                                   | Nota łączna | SD | SD    | FD | FD     |
| ---- | ------------------------------------------- | ----------- | -- | ----- | -- | ------ |
| 1    | Meryl Davis / Charlie White                 | 176,28      | 1  | 71,39 | 1  | 104,89 |
| 2    | Jekatierina Bobrowa / Dmitrij Sołowjow      | 159,95      | 3  | 62,91 | 2  | 97,04  |
| 3    | Kaitlyn Weaver / Andrew Poje                | 157,32      | 2  | 65,79 | 3  | 91,53  |
| 4    | Lynn Kriengkrairut / Logan Giulietti-Schmit | 141,41      | 4  | 53,89 | 4  | 87,52  |
| 5    | Nielli Żyganszyna / Alexander Gazsi         | 132,57      | 5  | 52,30 | 5  | 80,27  |
| 6    | Lorenza Alessandrini / Simone Waturi        | 125,74      | 6  | 50,36 | 6  | 75,38  |
| 7    | Anastasia Cannuscio / Colin McManus         | 119,02      | 7  | 47,98 | 7  | 74,39  |